# Entropia de von Neumann

Per a un sistema quàntic bipartit, el diagrama de l'entropia de Von Neumann Vs del valor propi per a l'operador de densitat.

En física, l'entropia de von Neumann, que porta el nom de John von Neumann, és una extensió del concepte d'entropia de Gibbs de la mecànica estadística clàssica a la mecànica estadística quàntica. Per a un sistema de mecànica quàntica descrit per una matriu de densitat ρ, l'entropia de von Neumann és
{\displaystyle S=-\operatorname {tr} (\rho \ln \rho ),}
on {\displaystyle \operatorname {tr} } denota la traça i ln denota el logaritme de la matriu (natural). Si la matriu de densitat ρ s'escriu en una base dels seus vectors propis {\displaystyle |1\rangle ,|2\rangle ,|3\rangle ,\dots } com
{\displaystyle \rho =\sum _{j}\eta _{j}\left|j\right\rangle \left\langle j\right|,}
aleshores l'entropia de von Neumann és simplement
{\displaystyle S=-\sum _{j}\eta _{j}\ln \eta _{j}.}
D'aquesta forma, S es pot veure com l'entropia de Shannon teòrica de la informació.
L'entropia de von Neumann també s'utilitza de diferents formes (entropies condicionals, entropies relatives, etc.) en el marc de la teoria de la informació quàntica per caracteritzar l'entropia d'entrellaçament.

## Rerefons
John von Neumann va establir un marc matemàtic rigorós per a la mecànica quàntica en el seu treball de 1932 Fonaments matemàtics de la mecànica quàntica. En ella, va proporcionar una teoria de la mesura, on la noció habitual de col·lapse de la funció d'ona es descriu com un procés irreversible (l'anomenat von Neumann o mesura projectiva).
La matriu de densitat va ser introduïda, amb diferents motivacions, per von Neumann i per Lev Landau. La motivació que va inspirar Landau va ser la impossibilitat de descriure un subsistema d'un sistema quàntic compost per un vector d'estat. D'altra banda, von Neumann va introduir la matriu de densitat per tal de desenvolupar tant la mecànica estadística quàntica com una teoria de mesures quàntiques.